# Carolyn Merchant
Carolyn Merchant (nascida em 12 de julho de 1936 em Rochester, Nova Iorque) é uma filósofa ecofeminista americana e historiadora da ciência mais famosa por sua teoria sobre A Morte da Natureza, na qual identifica o Iluminismo como o período em que a ciência começou a atomizar, objetivar e dissecar a natureza, predizendo sua eventual concepção como inerte. Seus trabalhos foram importantes no desenvolvimento da história ambiental e da história da ciência]. Ela é professora de História Ambiental, Filosofia e Ética na Universidade da Califórnia.

## Ideologia
Ela escreveu,
"A terra feminina era central para a cosmologia orgânica que foi minada pela Revolução Científica e pelo surgimento de uma cultura orientada para o mercado ... para os europeus do século XVI, a metáfora raiz que unia o eu, a sociedade e o cosmos era a de um organismo ... a teoria organísmica enfatizava a interdependência entre as partes do corpo humano, a subordinação do indivíduo a propósitos comunitários na família, comunidade e estado, e a vida vital permeia o cosmos até a pedra mais humilde. "

(Merchant, A Morte da Natureza, 1980,  p.278)
Merchant nos diz que, antes do Iluminismo, a Natureza era concebida como a mãe benevolente de todas as coisas, embora às vezes selvagem. Essa metáfora foi gradualmente substituída pelo modelo de "domínio" à medida que a Revolução Científica racionalizava e dissecava a natureza para mostrar todos os seus segredos. Como a natureza revelou seus segredos, ela também foi capaz de ser controlada. Tanto essa intenção quanto a metáfora da "natureza revelada" ainda prevalecem na linguagem científica. As concepções da Terra como portadora da vida começaram a mudar lentamente para um dos recursos a serem explorados à medida que a ciência se tornava cada vez mais confiante de que as mentes humanas podiam saber tudo o que havia sobre o mundo natural e, assim, efetuar mudanças à vontade. Ela cita que o uso de metáforas femininas por Francis Bacon para descrever a exploração da natureza naquele momento era revelador: "ela é livre ou ... ou expulsa de seu curso normal pela perversidade, insolência e franqueza da matéria e violência de impedimentos. ..ou ela é colocada em constrangimento, moldada e feita como se fosse nova pela arte e pela mão do homem; como nas coisas artificiais ... a natureza recebe ordens do homem e trabalha sob sua autoridade "(Bacon in Merchant 1990: 282) . A natureza deve estar "ligada ao serviço" e tornar-se escrava dos fins humanos de recuperar nosso domínio sobre a natureza perdida na "queda da graça" no Éden.
Em combinação com a crescente industrialização e a ascensão do capitalismo, que simultaneamente substituíram o trabalho das mulheres, como tecer máquinas, e subsumiram seus papéis como agricultores de subsistência também levaram as pessoas a viver nas cidades, removendo-as ainda mais da natureza e dos efeitos da produção industrializada sobre ela. Os efeitos combinados da industrialização, da exploração científica da natureza e da ascensão da metáfora de domínio / dominação sobre a nutritiva Mãe Terra, segundo Merchant, ainda podem ser sentidos no pensamento social e político, tanto quanto era evidente na arte, filosofia e ciência do século XVI.

## Publicações
Carolyn Merchant publicou numerosas obras literárias com foco na interação entre humanos e seu habitat natural. Merchant examinou as tendências e comportamentos que as pessoas desenvolvem ao longo do tempo. Além disso, ela começou a se concentrar em ecologia e movimentos de mulheres e seu desenvolvimento na sociedade. A paixão de Merchant por história, filosofia e ética ambiental é demonstrada em suas publicações.

### Livros
- A morte da natureza: mulheres, ecologia e a revolução científica (1980, 1990).
- Revoluções Ecológicas: Natureza, Gênero e Ciência na Nova Inglaterra (1989, 2010).
- Ecologia radical: a busca por um mundo habitável (1992, 2005).
- Earthcare: Women and the Environment (1996).
- Columbia Guide to American Environmental History (2002).
- Reinventando o Éden: O Destino da Natureza na Cultura Ocidental (2003, 2013).
- História ambiental americana: uma introdução (2007).
- Natureza autônoma: problemas de previsão e controle desde os tempos antigos até a revolução científica (2015).

#### A Morte da Natureza
A morte da natureza é o livro mais bem recebido do comerciante. Neste livro, ela enfatiza a importância do gênero na historiografia da ciência moderna. Além disso, ela concentra seu livro nas "suposições sexistas que informaram as concepções do universo e da fisiologia humana dos séculos XVI e XVII". Merchant expressa a importância do gênero também nos escritos modernos da natureza e seu uso da história ambiental, social e literária para ter um contexto para a história da ciência.